# Raúl Cascini
Raúl Alfredo Cascini (San Fernando, 7 aprile 1971) è un ex calciatore argentino con passaporto italiano, di ruolo centrocampista.

## Biografia
La sua famiglia è originaria di Pescara.

## Caratteristiche tecniche
Era un mediano difensivo dotato di grande personalità e temperamento.

## Carriera
Inizia nelle giovanili del Platense, esordendo in prima squadra il 26 gennaio 1990 nella partita Platense-Chaco For Ever (3-1). Passa poi all'Independiente e all'Estudiantes (LP) prima di arrivare in Europa, al Tolosa. La sua carriera prosegue al Boca Juniors, dove rimane dal 2002 al 2005, scrivendo la fase di maggior successo della sua carriera e diventando uno dei pilastri della seconda era di Carlos Bianchi da allenatore degli Xeneizes.
Realizza il rigore decisivo della Coppa Intercontinentale 2003, vinta dal Boca Juniors ai rigori contro il Milan.
A causa di un infortunio si ritira dall'attività agonistica, chiudendo la carriera nel 2007 al Centenario.

## Palmarès

### Club

#### Competizioni nazionali
- Campionato argentino: 2

Independiente: Clausura 1994
Boca Juniors: Apertura 2003

#### Competizioni internazionali
- Supercoppa Sudamericana: 1

Independiente: 1994
- Recopa Sudamericana: 1

Independiente: 1995
- Coppa Libertadores: 1

Boca Juniors: 2003
- Coppa Intercontinentale: 1

Boca Juniors: 2003
- Coppa Sudamericana: 1

Boca Juniors: 2004